# Koupalinka
Koupalinska (en biélorusse : Купалінка — fin —) est une chanson folklorique de Biélorussie mise en musique, en 1921, par Uladzimier Teraŭski (en) après un traitement poétique du texte de Mikhas Tcharot. Elle est considérée comme « la personnification nationale du Bélarus, pays et femme triste »

## Historique
Ce chant met en scène une héroïne de la Nuit de Kupala, l'équivalent slave de la fête de la Saint-Jean qui célèbre le solstice d'été. La chanson célèbre une femme nommée Kupalina, dont la fille tisse une couronne de Kupala la nuit de Kupala. En 1921, Mikhas Tcharot a écrit pour le Théâtre national académique de Biélorussie Ianka Koupala la pièce mise en musique par Uladzimier Teraŭski. La pièce a été jouée plus de 400 fois et de nombreuses chansons sont devenues très populaires dont Koupalinka qui incarne le visage de la Biélorussie,,,.
Les deux auteurs de la chanson ont été tués lors des Répression politique en Union soviétique de 1937-1938 et leur souvenir occulté. En 2020, lors des manifestations contre la réélection, le 9 août 2020, du dictateur biélorusse Alexandre Loukachenko, la chanson est reprise telle un hymne de l'opposition démocratique en Biélorussie.
Après la répression brutale du pouvoir en place, cette chanson continue d'être chantée dans les prisons. La chanson est devenue un symbole de résistance au dictateur. Alors qu'elle était prisonnière, Natalia Hersche a refusé de fabriquer des uniformes pour le régime de Loukachenko. Pour son refus, elle a du passer 46 jours dans une cellule d'un mètre et demi de large. Elle témoigne : "C'était de la torture. Clairement. Parce que la température dans la cellule était si basse qu'il était impossible de dormir la nuit. Et il n'y avait pas de literie la nuit. Il faisait froid. On pouvait à peine fermer les yeux pendant dix minutes, puis il fallait se lever à nouveau pour rester au chaud. Je me suis aussi blessée pendant cette période. J'avais une jambe cassée." et raconte : "J'ai chanté. C'était comme ça : dans le centre de détention, il y avait une autre prisonnière politique dans le même bâtiment et nous échangions nos émotions en chantant [la chanson Koupalinka]. Quand elle chantait, je pleurais. Quand je chantais, elle était troublée."
```
»
```

## Reprises
- Le groupe bélarusse Navi ainsi que Deep Purple l'ont reprise[7].